# Halabdscha (Gouvernement)

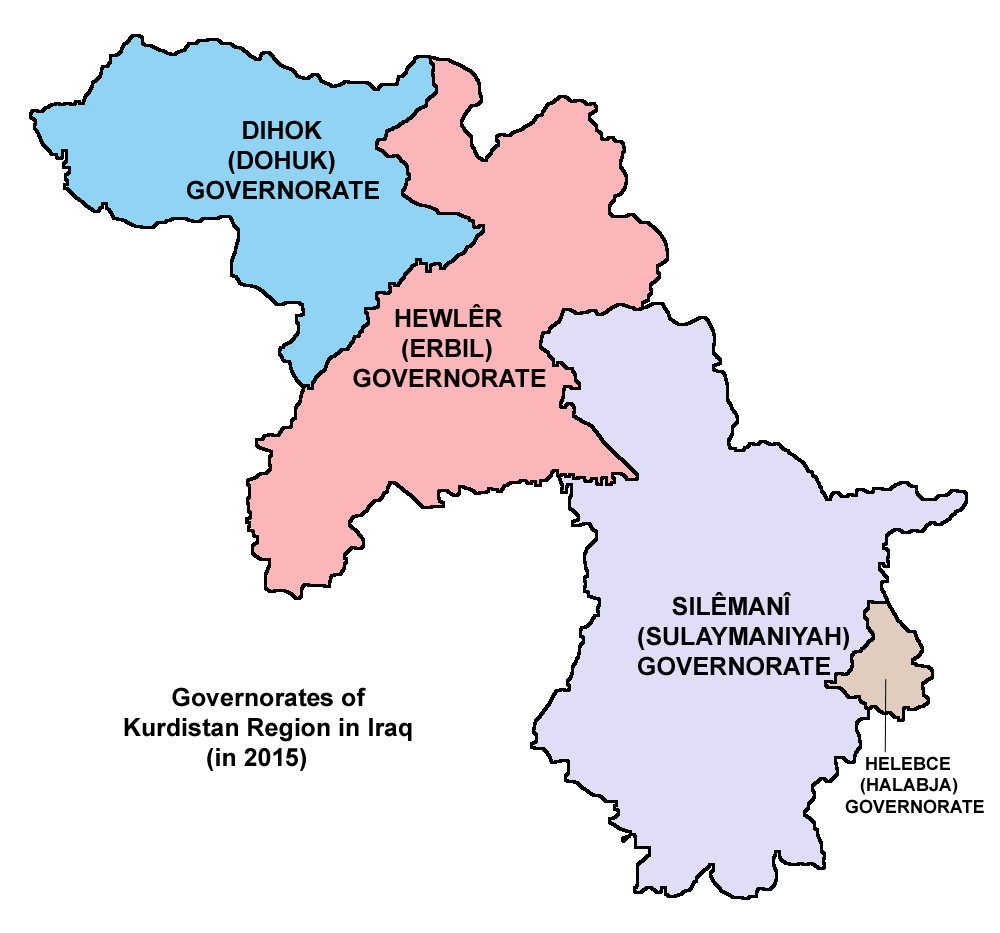
Das Gouvernement Halabdscha innerhalb der Autonomen Region Kurdistan

Halabdscha (arabisch محافظة حلبجة, DMG Muḥāfaẓat Ḥalabǧa; kurdisch پارێزگای ھەڵەبجە Parêzgehê Helebce) ist ein seit 2014 bestehendes Gouvernement der Autonomen Region Kurdistan im Irak und liegt an der iranischen Grenze. Die Hauptstadt ist Halabdscha. Das Gouvernement hat eine Bevölkerung von etwa 108.619. Die Mehrheit der Bevölkerung besteht aus Kurden. Sie sprechen den Sorani-Dialekt.

## Geschichte
Das Gouvernement wurde im Jahre 2014 als vierte Provinz der Autonomen Region Kurdistan etabliert und anerkannt. Es umfasst ein Gebiet, das vorher den kleinen östlichsten Teil des Gouvernements as-Sulaimaniya bildete.
Am 13. März 2023 hat die irakische Regierung Halabdscha als ein offizielles irakisches Gouvernement anerkannt.

## Distrikte
Das Gouvernement Halabdscha umfasst den Zentraldistrikt Halabdscha sowie die vier Distrikte Sîrwan, Xurmal, Biare und Bemo.